# Greatest Hits (álbum de 'N Sync)
Greatest Hits es el primer álbum de grandes éxitos del grupo pop estadounidense 'N Sync. Fue puesto en venta el 25 de octubre de 2005. Incluye una "nueva" canción, titulada I'll Never Stop, (originalmente para el álbum No Strings Attached) que previamente no había sido liberada en América. La imagen en la portada es de una foto de 'N Sync del 2000 (es la misma portada del sencillo Bye Bye Bye).
Con muy poca promoción y anticipación, el álbum debutó en el #47 en el Billboard 200 de Estados Unidos con solo 19,000 copias vendidas. A la fecha, el álbum ha vendido más de 300,000 copias en los Estados Unidos y 500,000 en todo el mundo, haciendo de Greatest Hits el álbum con menos ventas de 'N Sync. Greatest Hits se posicionó en el #32 en Dinamarca.

## Lista de canciones
- Edición estándar

| Greatest Hits |                                                                    |          |  |
| N.º           | Título                                                             | Duración |  |
| 1.            | «Bye Bye Bye»                                                      | 3:20     |  |
| 2.            | «Girlfriend» (remix de The Neptunes con Nelly)                     | 4:45     |  |
| 3.            | «This I Promise You» (edición de radio)                            | 4:27     |  |
| 4.            | «It's Gonna Be Me»                                                 | 3:12     |  |
| 5.            | «God Must Have Spent a Little More Time on You» (edición de radio) | 4:04     |  |
| 6.            | «I Want You Back»                                                  | 3:20     |  |
| 7.            | «Pop» (edición de radio)                                           | 2:56     |  |
| 8.            | «Gone»                                                             | 4:53     |  |
| 9.            | «Tearin' Up My Heart»                                              | 3:30     |  |
| 10.           | «Thinking of You (I Drive Myself Crazy)»                           | 3:59     |  |
| 11.           | «Merry Christmas, Happy Holidays»                                  | 4:12     |  |
| 12.           | «I'll Never Stop» (edición de radio)                               | 3:08     |  |
| 13.           | «Music of My Heart» (con Gloria Estefan)                           | 4:31     |  |

- Pistas adicionales internacionales

| N.º | Título                                             | Duración |  |
| 1.  | «Girlfriend» (remix de Caveman)                    |          |  |
| 2.  | «Gone» (remix de Kurtis Mantronik)                 |          |  |
| 3.  | «Yo Te Voy a Amar»                                 |          |  |
| 4.  | «Gone» (versión en español)                        |          |  |
| 5.  | «I Believe in You» (con Joe)(Bonus Track de Japón) |          |  |

- DVD adicional

El lanzamiento internacional incluye un DVD adicional.

| N.º | Título                                          | Duración |  |
| 1.  | «Bye Bye Bye»                                   |          |  |
| 2.  | «Girlfriend» (remix de The Neptunes con Nelly)  |          |  |
| 3.  | «This I Promise You»                            |          |  |
| 4.  | «It's Gonna Be Me»                              |          |  |
| 5.  | «God Must Have Spent a Little More Time on You» |          |  |
| 6.  | «I Want You Back»                               |          |  |
| 7.  | «Pop»                                           |          |  |
| 8.  | «Gone»                                          |          |  |
| 9.  | «Tearin' Up My Heart»                           |          |  |
| 10. | «Thinking of You (I Drive Myself Crazy)»        |          |  |
| 11. | «I'll Never Stop»                               |          |  |
| 12. | «Yo Te Voy a Amar»                              |          |  |
| 13. | «Gone» (versión en español)                     |          |  |